# Valeri Poljakov

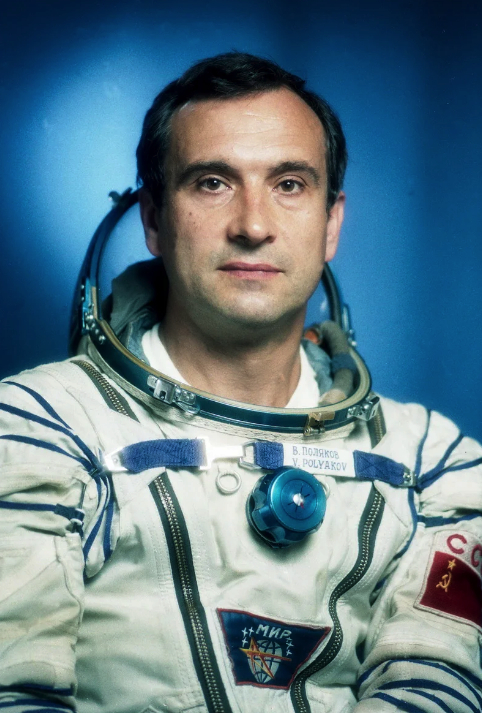
Valeri Poljakov

Valeri Vladimirovitsj Poljakov (Russisch: Валерий Владимирович Поляков) (Toela, 27 april 1942 – 7 september 2022) was een Russisch kosmonaut. Sinds 1995 is hij de recordhouder voor de langste vlucht in de ruimte in de geschiedenis van de mensheid, namelijk 437 dagen en 18 uur. Hij vestigde dit record aan boord van het ruimtestation Mir. Dit was ook de langste periode van zijn totale ervaring als kosmonaut, die ruim 22 maanden bedraagt.

## Naam en loopbaan
Toen hij geboren werd, was zijn naam Valeri Ivanovitsj Korsjoenov; na adoptie door zijn stiefvader (Vladimir Poljakov) in 1957 veranderde hij van naam. Hij was in Toela leerling op middelbare school nummer 4 en behaalde zijn diploma in 1959. Daarop ging hij studeren aan het I.M. Setsjenov Eerste Medisch Instituut te Moskou. Hij behaalde daar een doctorale graad. Hij specialiseerde zich daarna in ruimtevaartkundige geneeskunde bij het Instituut van Medische en Biologische Problemen van het ministerie van volksgezondheid (ook te Moskou). Bij datzelfde ministerie was hij later loco-directeur.

## Kosmonaut
Hij werd als kosmonaut geselecteerd op 22 maart 1972, uit Medische Groep 3.  Tijdens zijn carrière was hij Arts Kosmonaut aan boord van de vluchten Sojoez TM-6, Sojoez TM-7, Sojoez TM-18, Sojoez TM-20 en ten slotte aan boord van het Mir. Aan boord van diezelfde Mir vestigde hij het duurrecord voor verblijf in de ruimte: 437 dagen, 17 uur, 58 minuten en 4 seconden. Hij bleef in dienst als kosmonaut tot 1 juni 1995.
Poljakovs vluchten:
- Sojoez TM-6 / Sojoez TM-7 - 28 augustus 1988 tot 27 april 1989 - 240 dagen, 22 uur, 34 minuten
- Sojoez TM-18 / Mir / Sojoez TM-20 - 8 januari 1994 tot 22 maart 1995 - 437 dagen, 17 uur, 58 minuten. Doel was onder meer om de gevolgen van langdurige gewichtloosheid te onderzoeken op het lichaam van een ruimtevaarder. Aanbevelingen van Poljakov om negatieve gevolgen als spierverlies en botverzwakking te beperken, werden vervolgens geïmplementeerd.[4]

## Privéleven en overlijden
Poljakov was getrouwd en had een kind. Hij overleed op 80-jarige leeftijd.